# Justin Chatwin
Justin Chatwin (Nanaimo, 1982. október 31. –) kanadai színész.
Karrierjét 2001-ben kezdte egy rövid szerepléssel a Josie és a vadmacskák című zenés vígjátékban. A Világok harca (2005) sikerfilmet követően olyan stúdiófilmek főszereplője volt, mint a Láthatatlan (2007) és a Dragonball: Evolúció (2009). A 2010-es években kisebb független filmekben tűnt fel. A Bang Bang Baby sci-fi musicalben (2014) a rocksztár bálvány Bobby Shore-t alakította, amiért a legjobb mellékszereplőnek járó Canadian Screen Awards-díjra jelölték, ezután szerepet kapott a Póráz nélkül (2016) és a Summer Night (2019) című filmekben.
A 2000-es években számos televíziós sorozatban vendégszerepelt, többek között a Nancy ül a fűben és a Lost – Eltűntek című sorozatokban. Első állandó szerepe a Showtime vígjáték-drámájában, a Shameless – Szégyentelenekben volt, amelyben 2011 és 2015 között Jimmy Lishmant alakította. Chatwin játszott a CBS Amerikai gótika című krimi-drámájában (2016), mint karikaturista, és ugyanebben az évben feltűnt a szuperhős Grant Gordon / A szellem szerepében a Ki vagy, doki? karácsonyi különkiadásában. 2019 és 2021 között Erik Wallace tudóst formálta meg a Netflix Másik élet című sorozatában.
A színészet mellett régóta szenvedélye a motorozás, az extrém sportok és az utazás. A Vancouvertől Patagóniáig tartó motoros útját a No Good Reason (2020) című dokumentumfilm-sorozatban is bemutatták, amelynek vezető producere is ő volt.

## Élete

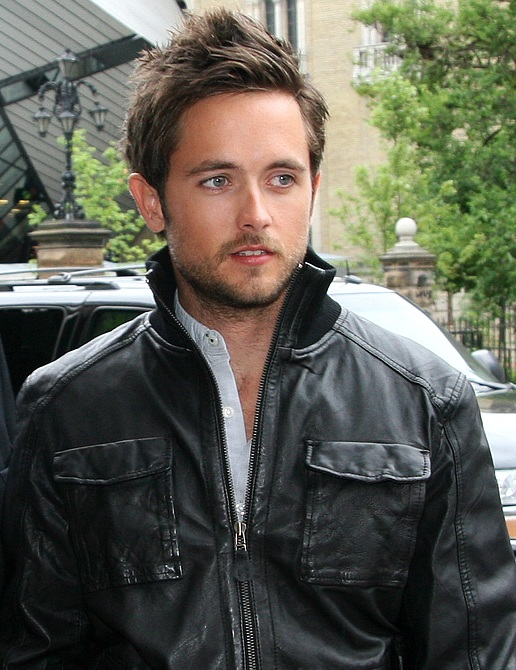
A 2008-as Torontói Nemzetközi Filmfesztiválon

1982. október 31-én született a Brit Columbiai Nanaimóban, Suzanne (született Halsall) szabadúszó kevert médiaművész és Brian mérnök fiaként, aki 1982-ben megalapította a Chatwin Engineeringet, egy építőipari és építőmérnöki vállalatot Brit Columbiában, ahol elnök-vezérigazgató volt. Chatwin szülei 2010-ben váltak el. Néhai nagyapja francia-kanadai felmenőkkel rendelkezett. Van egy húga, Brianna, aki tetoválóművészként dolgozik. Katolikusként nevelkedtek.
A középiskola elvégzése után Chatwin apja nyomdokaiba lépett, és mérnöki tanulmányokat kezdett a Brit Columbiai Egyetemen, de egy hét után a kereskedelem felé fordult. Néhány héttel később egy barátja elhívta őt egy Vancouverben forgatott tévéműsor meghallgatására: „Elvállaltam a meghívást, nem tudtam, mire vállalkozom. Visszahívtak és felvettek...” Chatwin végül egy szemeszter után otthagyta az egyetemet, hogy teljes munkaidőben színészi karrierjét folytathassa.
A 2000-es évek elején Los Angelesbe költözött, ahol színésztársával, Noel Fisherrel bérelt lakást. Ezt megelőzően egy hónapig egy lakókocsiban élt az egyik barátjával, és így nyilatkozott: „Nem voltak barátnőink; Kerouacot és Ginsberget olvastunk, felmentünk a sivatagba, sétáltunk a dűnéken, és a 24 Hour Fitnessben zuhanyoztunk. Izgalmas időszak volt, de vajon megtenném-e újra? Nem.”

## Magánélete
Chatwin jelenleg a mexikói Alsó-Kaliforniában él.
A nomád életforma híve. Amikor éppen nem egy filmen vagy egy televíziós műsoron dolgozik, mindig úton van, és azt mondja: „A nyugtalanság anatómiája az, ami engem lenyűgöz. A nomád ösztönnek fogom nevezni. És ez az állandó mozgás szükséglete.” Ezeken az utakon általában Ombú, egy uruguayi utcakutya is csatlakozik hozzá, akit 2016-ban fogadott örökbe.
Az extrém sportok iránti szenvedélye mellett az középiskolás évei alatt snowboardozott, amikor Kanadában élt. Élvezi a szigonyhorgászatot és a filmes fotózást. Az utóbbi időben szenvedélyévé vált a kamionos kempingezés és a hegyi kerékpározás.
Chatwin kapcsolatban állt Molly Sims modell-színésznővel. 2010-ben randizott a Kitaszítva című film színésznőjével, Addison Timlinnel.

## Filmográfia

### Film
| Év   | Magyar cím                       | Eredeti cím                     | Szerep                 | Magyar hang        | Forr.  |
| ---- | -------------------------------- | ------------------------------- | ---------------------- | ------------------ | ------ |
| 2001 | Josie és a vadmacskák            | Josie and the Pussycats         | tinédzser rajongó      | Pálmai Szabolcs    | [ 25 ] |
| 2004 | Minizsenik 2.                    | Superbabies: Baby Geniuses 2    | Zack                   |                    | [ 26 ] |
| 2004 | Életeken át                      | Taking Lives                    | Matt Soulsby           | Simonyi Balázs     | [ 27 ] |
| 2005 | Világok harca                    | War of the Worlds               | Robbie Ferrier         | Simonyi Balázs     | [ 28 ] |
| 2005 | Elrabolva                        | The Chumscrubber                | Billy Peck             |                    | [ 29 ] |
| 2007 | Láthatatlan                      | The Invisible                   | Nick Powell            | Hamvas Dániel      | [ 30 ] |
| 2008 | A cél szerelmesíti az eszközt... | Middle of Nowhere               | Ben Pretzler           | Horváth Illés      | [ 31 ] |
| 2009 | Dragonball: Evolúció             | Dragonball Evolution            | Son Goku               | Szabó Kimmel Tamás | [ 32 ] |
| 2011 |                                  | Brink (rövidfilm)               | Jeremy                 |                    | [ 33 ] |
| 2011 |                                  | Funkytown                       | Santo 'Tino' DeiFiori  |                    | [ 34 ] |
| 2014 | Bang Bang Baby                   | Bang Bang Baby                  | Bobby Shore            |                    | [ 35 ] |
| 2015 |                                  | The Cycle (rövidfilm)           | Robbie                 |                    | [ 36 ] |
| 2015 |                                  | No Stranger Than Love           | Rydell Whyte           |                    | [ 37 ] |
| 2016 |                                  | Poor Boy                        | Jackie Clean           |                    | [ 38 ] |
| 2016 | Pokoli paradicsom                | Urge                            | Jason Brettner         | Czető Roland       | [ 39 ] |
| 2016 | Póráz nélkül                     | Unleashed                       | Diego / Ajax           |                    | [ 40 ] |
| 2016 |                                  | One Night                       | Drew McFarland         |                    | [ 41 ] |
| 2017 | Bukós szakasz                    | CHiPs                           | Raymond Reed Kurtz Jr. | Márkus Sándor      | [ 42 ] |
| 2017 |                                  | The Scent of Rain and Lightning | Hugh Jay Linder        |                    | [ 43 ] |
| 2017 | Búcsú Greenéktől                 | We Don't Belong Here            | Tomas                  | Posta Victor       | [ 44 ] |
| 2018 |                                  | In the Cloud                    | Halid 'Hale' Begovic   |                    | [ 45 ] |
| 2018 |                                  | The Assassin's Code             | Michael Connelly       |                    | [ 46 ] |
| 2019 |                                  | Summer Night                    | Andy                   |                    | [ 47 ] |
| 2021 |                                  | Die in a Gunfight               | Terrence Uberahl       |                    | [ 48 ] |
| 2022 |                                  | The Walk                        | Bill Coughlin          |                    | [ 49 ] |
| 2024 |                                  | Reagan                          | Jack Reagan            |                    | [ 50 ] |
| 2025 |                                  | Sweetness                       | Ron Hill               |                    | [ 51 ] |

### Televízió
| Év        | Magyar cím                    | Eredeti cím                    | Szerep                       | Megjegyzés |
| --------- | ----------------------------- | ------------------------------ | ---------------------------- | --- |
| 2001      |                               | Christy, Choices of the Heart  | John Spencer                 | 2 epizód |
| 2001      | Smallville                    | Smallville                     | Whitney által lökdösött tini | 1 epizód |
| 2001      | Rejtélyek kalandorai          | Mysterious Ways                | J.T Stanislaw                | 1 epizód |
| 2002      |                               | Just Cause                     | Shaun Martin                 | 1 epizód |
| 2002      |                               | Night Visions                  | Pete Hartford                | 1 epizód |
| 2002      | Rejtélyes igazságok           | Beyond Belief: Fact or Fiction | Vinny Rose                   | 1 epizód |
| 2002      |                               | Glory Days                     | Barry Bowers                 | 1 epizód |
| 2002      | Harmadik típusú emberrablások | Taken                          | Clauson                      | 2 epizód |
| 2003      | Az elképesztő Mrs. Ritchie    | The Incredible Mrs. Ritchie    | Lawrence                     | - tévéfilm - magyar hangja: - Előd Botond                                                                                    |
| 2004      |                               | Prodigy                        | Dempsey                      | próbaepizód |
| 2004      | Traffic                       | Traffic                        | Tyler McKay                  | 3 epizód |
| 2005–2012 | Nancy ül a fűben              | Weeds                          | Josh Wilson                  | 3 epizód |
| 2006      | Lost – Eltűntek               | Lost                           | Eddie Colburn                | 1 epizód |
| 2011–2015 | Shameless – Szégyentelenek    | Shameless                      | Jimmy Lishman / Steve Wilton | - főszerep (1–3. évad) - vendégszerep (4. évad) - visszatérő szerep (5. évad) - 40 epizód - magyar hangja: - Dányi Krisztián |
| 2013      | Hetedik érzék                 | The Listener                   | Rudy Best                    | 1 epizód |
| 2015      |                               | Breed                          | Cooper Wells                 | próbaepizód |
| 2015      | Sötét árvák                   | Orphan Black                   | Jason Kellerman              | 4 epizód |
| 2016      | Amerikai gótika               | American Gothic                | Cameron Hawthorne            | 13 epizód |
| 2016      | Ki vagy, doki?                | Doctor Who                     | Grant Gordon / A szellem     | 1 epizód |
| 2017      |                               | The Doomsday Project           | Chris Wyatt                  | próbaepizód |
| 2019–2021 | Másik élet                    | Another Life                   | Erik Wallace                 | - 19 epizód - magyar hangja: - Görög László                                                                                  |
| 2025      | Esküdt ellenségek             | Law & Order                    | Thomas Price                 | 1 epizód |